# Grande Prêmio do Canadá de 1989
Resultados do Grande Prêmio do Canadá de Fórmula 1 realizado em Montreal em 18 de junho de 1989. Sexta etapa do campeonato, foi vencido pelo belga Thierry Boutsen, que subiu ao pódio junto a Riccardo Patrese numa dobradinha da Williams-Renault, com Andrea de Cesaris em terceiro pela Dallara-Ford.

## Resumo

### Ferrari, a vergonha vermelha
Contratado pela Ferrari a fim de soerguê-la, John Barnard apostou no câmbio semiautomático para tornar o modelo F1 640 apto a encerrar a monótona rotina de vitórias que Ayrton Senna e Alain Prost têm imposto aos rivais graças ao aprumo do conjunto McLaren-Honda. Com um engate de marchas mais rápido e preciso, a rotação do motor motor V12 utilizada pela equipe italiana permaneceria alta no momento da largada. Esta vantagem, combinada com uma saída mais rápida da inércia por conta do novo câmbio, daria ao time de Maranello os segundos necessários para largar na frente e permanecer na liderança tempo o bastante a fim de estabelecer uma margem segura para a vitória. A vitória de Nigel Mansell no Grande Prêmio do Brasil, embora propiciada por outros fatores, deu credibilidade a essa teoria, mas a textual falta de resultados nas provas seguintes deixou o time carmesim em maus lençóis, ou melhor, num distante quarto lugar no mundial de construtores, um ponto à frente da Arrows.
Acidentes à parte, como a pavorosa batida de Gerhard Berger no Grande Prêmio de San Marino, as quebras sucessivas de câmbio deixaram a Ferrari sem pontuar desde o triunfo do "leão" em março, jejum que Cesare Fiorio, diretor esportivo da Ferrari, explica da seguinte maneiraː "A diferença fundamental é a falta de quilometragem. Nós nos atrasamos desenvolvendo o câmbio automático e só rodamos mil quilômetros. A McLaren rodou vinte mil. Enquanto ainda trabalhávamos durabilidade, eles desenvolviam performance", disse ele em Phoenix, citando sua principal concorrente.

### Rival à espreita na McLaren
Quando renovou seu contrato com a McLaren em julho de 1987, Alain Prost sacramentou sua presença na equipe por mais dois anos, vínculo a ser encerrado ao final do campeonato de 1989, mas as especulações quanto ao futuro do bicampeão mundial ignoram os prazos contratuais, sobretudo por conta da animosidade notória entre ele e Ayrton Senna. Durante uma entrevista em Montreal, o todo-poderoso Ron Dennis tomava para si o microfone quando alguma pergunta de maior octanagem era destinada ao brasileiro, cujo rosto denotava enfado e aborrecimento. "O GP do Canadá é crucial para nós. O importante, primeiro, é vencer aqui. Eu e Prost já conversamos sobre isso, mas só falaremos depois da corrida", exprimiu o dirigente britânico sem confirmar a permanência de Alain Prost em Woking em 1990, ano em que o contrato de Senna também chegará ao fim. O líder do mundial de Fórmula 1, por sua vez, limitou-se a dizer que o seu futuro "está em aberto". Ato contínuo, "ele garantiu que suas relações com Senna, estremecidas, não seriam o fator principal na possível decisão de deixar a McLaren".
Bastou vencer sua primeira corrida no ano para que a motivação ressurgisse em Alain Prost, mais rápido entre os pilotos que foram à pista na sexta-feira, embora sua vantagem sobre Ayrton Senna tenha sido de apenas setenta e seis milésimos de segundo num dia onde a McLaren capturou a primeira fila. "Em três esses do circuito, a terceira marcha é fundamental, e fui obrigado a tomar essas curvas fixando o câmbio com uma das mãos", afirmou Senna. Atrás do brasileiro estavam a Williams de Riccardo Patrese, os carros da Ferrari pilotadas por Gerhard Berger e Nigel Mansell, com Thierry Boutsen na sexta posição com a outra Williams. Decepcionada com a queda de Martin Brundle logo na pré-classificação, a Brabham comemorou o sétimo lugar de Stefano Modena, posicionado à frente de Alex Caffi e Andrea de Cesaris, pilotos da Scuderia Italia favorecidos pela boa adaptação do chassis Dallara ao circuito canadense.
As chuvas que caíram em Montreal na madrugada de sábado e o vento soprando contra os carros deixaram a pista escorregadia, impedindo a melhora dos tempos colhidos na véspera, razão pela qual Alain Prost sairá em primeiro, interrompendo uma série de oito pole positions consecutivas de Ayrton Senna. Poucos melhoraram a marca de sexta-feira, dentre os quais Roberto Moreno, da Coloni, dono da vigésima sexta e última vaga disponível no grid, proeza que deixou a Lotus de Satoru Nakajima e a Benetton de Johnny Herbert fora da corrida. Para desgosto de Ayrton Senna, ele perdeu a pole justamente quando os organizadores da prova mudaram da direita para a esquerda o lugar destinado ao melhor piloto nos treinos, uma reivindicação do brasileiro. Favorecido por sair no lado limpo da pista, Alain Prost manteve-se à espreita durante o fim de semana aguardando mais um infortúnio de seu inimigo mais íntimo a fim de derrotá-lo e assim foi nos treinos. Resta saber como será na corrida.

### Thierry Boutsen, o vitorioso
Momentos antes da largada, a Ferrari de Gerhard Berger apagou, obrigando a direção de prova a cancelar o procedimento. Nesse instante, o asfalto estava molhado, mas havia parado de chover. Antevendo que a pista secasse, Nigel Mansell, Alessandro Nanini e Luis Pérez-Sala foram aos boxes para trocar pneus após a volta de apresentação, algo bizarro em sua execução, afinal Nanini e Mansell foram desclassificados por retornarem ao grid em alta velocidade antes dos demais competidores largarem. Rigorosa quanto às regras da competição, a FISA enfatizou em comunicado a obrigação dos pilotos em conhecer e respeitar as mesmas. Mau para a Ferrari, obrigada a correr com apenas um carro, pior para a Benetton, a rigor, excluída da porfia, pois Johnny Herbert não se classificou no treino de sábado.
Alain Prost resistiu ao arranque de Ayrton Senna e manteve a liderança enquanto Riccardo Patrese manteve Gerhard Berger atrás de si, com Thierry Boutsen e Andrea de Cesaris completavam o grupo dos seis primeiros. Finda a volta inicial, o imponderável agiu com rapidezː Prost sentiu a pistar secar e foi aos boxes no giro seguinte, mas um defeito na suspensão o fez abandonar a corrida. Pouco depois, foi Senna quem trocou os pneus, retornando ao asfalto em quarto lugar com Riccardo Patrese na liderança mantendo os pneus biscoito, sendo favorecido com o regresso da chuva na volta seis. Neste momento, Berger rodou e garantiu uma dobradinha entre Patrese e Boutsen, para a satisfação de Frank Williams. Na décima primeira passagem, Boutsen foi aos boxes e Senna chegou à vice-liderança, mesma volta onde Jonathan Palmer marcou a única volta mais rápida de sua carreira, sendo a vigésima e última assinalada pela Tyrrell. Algum tempo depois, a Onyx executou um pit stop desastroso no carro do sueco Stefan Johansson, resultando na desclassificação do mesmo por direção perigosa.
Na volta dezoito, Senna saiu da pista no Hairpin, mas retornou ao asfalto em seguida, mantendo o segundo lugar. Três giros mais tarde, o brasileiro colocou pneus de chuva, sendo que os demais competidores utilizavam tal composto desde a largada. Em sexto lugar, o piloto da McLaren viu Andrea de Cesaris e Alex Caffi rodarem e subiu para quarto, demorando até a volta 31 para ultrapassar a Osella de Nicola Larini e chegar ao terceiro posto. Sob chuva torrencial, os pilotos redobravam a concentração e não mediam esforços para manterem-se na pistaː Thierry Boutsen, por exemplo, rodou ao não perceber uma poça d'água na entrada da reta dos boxes por conta da viseira suja. Como o seu bólido não perdeu velocidade e andava em marcha a ré na direção que deveria ir, o piloto da Williams foi ladinoː "Eu virei a direção e tirei o pé do freio, então o carro virou de novo para o lado certo".
Riccardo Patrese foi para os boxes na volta 35, entregando a liderança Derek Warwick, posição mantida pelo centurião da Arrows até que Senna o ultrapassasse quatro giros depois. Os rigores da chuva, entretanto, fizeram o brasileiro deslizar no Hairpin após superar Warwick, que por sua vez abandonou por quebra do motor Ford na quadragésima volta. Neste momento, Patrese estava na vice-liderança a 26 segundos de Senna, vantagem que chegou a cair devido a uma queda de pressão do pneu traseiro direito da McLaren. Por outro lado, Boutsen reduziu um segundo por volta em relação a Patrese até superar o italiano na sexagésima terceira volta, tornando-se vice-líder da corrida. Quando o desfecho da porfia canadense parecia óbvio, eis que Ayrton Senna sofre a primeira quebra de motor desde a sua chegada à McLaren, entregando a liderança e a vitória a Boutsen na volta sessenta e seis a poucos minutos do fim, dado o limite de duas horas para o encerramento da corrida.
Thierry Boutsen venceu a primeira corrida de sua carreira tendo Riccardo Patrese em segundo lugar, numa vitória inédita da Williams desde a dobradinha entre Nigel Mansell e Nelson Piquet no Grande Prêmio do México de 1987. Em terceiro lugar chegou Andrea de Cesaris, no quinto e último pódio de sua carreira, curiosamente o primeiro da Scuderia Italia, time impulsionado pelo chassis Dallara. Quarto colocado, Nelson Piquet enfim pontuou com a Lotus, com René Arnoux marcando os últimos pontos de sua longeva carreira e Alex Caffi fechando a zona de pontuação com a outra Dallara. Em tempoː a Bélgica não vencia na Fórmula 1 desde Jacky Ickx com a Ferrari no Grande Prêmio da Alemanha de 1972.
Mesmo com a McLaren fora de combate, seus pilotos lideram o mundial de pilotos com Alain Prost somando 29 pontos contra 27 pontos de Ayrton Senna, números que dão à liderança no mundial de construtores à equipe de Woking, com 56 pontos.

## Classificação

### Pré-classificação
| Pos. | N.º | Piloto                | Construtor      | Tempo    | Dif.     |
| ---- | --- | --------------------- | --------------- | -------- | -------- |
| 1    | 8   | Stefano Modena        | Brabham-Judd    | 1:23.398 | —        |
| 2    | 17  | Nicola Larini         | Osella-Ford     | 1:24.550 | + 1.152  |
| 3    | 36  | Stefan Johansson      | Onyx-Ford       | 1:24.764 | + 1.366  |
| 4    | 21  | Alex Caffi            | Dallara-Ford    | 1:24.778 | + 1.380  |
| 5    | 7   | Martin Brundle        | Brabham-Judd    | 1:25.275 | + 1.877  |
| 6    | 37  | Bertrand Gachot       | Onyx-Ford       | 1.25.952 | + 2.554  |
| 7    | 33  | Gregor Foitek         | EuroBrun-Judd   | 1:26.365 | + 2.967  |
| 8    | 18  | Piercarlo Ghinzani    | Osella-Ford     | 1:26.807 | + 3.409  |
| 9    | 34  | Bernd Schneider       | Zakspeed-Yamaha | 1:27.073 | + 3.675  |
| 10   | 41  | Joachim Winkelhock    | AGS-Ford        | 1:28.545 | + 5.147  |
| 11   | 39  | Volker Weidler        | Rial-Ford       | 1:31.455 | + 8.057  |
| 12   | 35  | Aguri Suzuki          | Zakspeed-Yamaha | 1:53.327 | + 29.929 |
| 13   | 32  | Pierre-Henri Raphanel | Coloni-Ford     | 1:59.693 | + 36.295 |

### Treinos classificatórios
| Pos.    | N.º | Piloto             | Construtor       | Q1        | Q2       | Grid    |
| ------- | --- | ------------------ | ---------------- | --------- | -------- | ------- |
| 1       | 2   | Alain Prost        | McLaren-Honda    | 1:20.973  | 1:22.269 | —       |
| 2       | 1   | Ayrton Senna       | McLaren-Honda    | 1:21.049  | 1:21.269 | + 0.076 |
| 3       | 6   | Riccardo Patrese   | Williams-Renault | 1:21.783  | 1:23.738 | + 0.810 |
| 4       | 28  | Gerhard Berger     | Ferrari          | 1:21.946  | 1:22.305 | + 0.973 |
| 5       | 27  | Nigel Mansell      | Ferrari          | 1:22.165  | 1:22.751 | + 1.192 |
| 6       | 5   | Thierry Boutsen    | Williams-Renault | 1:22.311  | 1:24.004 | + 1.338 |
| 7       | 8   | Stefano Modena     | Brabham-Judd     | 1:22.612  | 1:23.599 | + 1.639 |
| 8       | 21  | Alex Caffi         | Dallara-Ford     | 1:22.901  | 1:24.957 | + 1.928 |
| 9       | 22  | Andrea de Cesaris  | Dallara-Ford     | 1:23.050  | 1:24.444 | + 2.077 |
| 10      | 30  | Philippe Alliot    | Lola-Lamborghini | 1:23.059  | —        | + 2.086 |
| 11      | 23  | Pierluigi Martini  | Minardi-Ford     | 1:23.252  | 1:25.195 | + 2.279 |
| 12      | 9   | Derek Warwick      | Arrows-Ford      | 1:23.348  | 1:23.833 | + 2.375 |
| 13      | 19  | Alessandro Nannini | Benetton-Ford    | 1:23.542  | 1:24.279 | + 2.569 |
| 14      | 3   | Jonathan Palmer    | Tyrrell-Ford     | 1:23.665  | 1:23.876 | + 2.692 |
| 15      | 17  | Nicola Larini      | Osella-Ford      | 1:23.799  | 1:25.289 | + 2.826 |
| 16      | 10  | Eddie Cheever      | Arrows-Ford      | 1:23.828  | 1:24.693 | + 2.855 |
| 17      | 15  | Maurício Gugelmin  | March-Judd       | 1:23.863  | 1:24.734 | + 2.890 |
| 18      | 36  | Stefan Johansson   | Onyx-Ford        | 1:23.974  | 1:24.918 | + 3.001 |
| 19      | 11  | Nelson Piquet      | Lotus-Judd       | 1:24.029  | 1:25.825 | + 3.056 |
| 20      | 4   | Michele Alboreto   | Tyrrell-Ford     | 1:24.296  | 1:25.412 | + 3.323 |
| 21      | 16  | Ivan Capelli       | March-Judd       | 1:24.406  | 1:25.094 | + 3.433 |
| 22      | 25  | René Arnoux        | Ligier-Ford      | 1:24.558  | 1:25.394 | + 3.585 |
| 23      | 38  | Christian Danner   | Rial-Ford        | 1:25.298  | 1:24.727 | + 3.754 |
| 24      | 24  | Luis Pérez-Sala    | Minardi-Ford     | 1:24.786  | 1:25.570 | + 3.813 |
| 25      | 40  | Gabriele Tarquini  | AGS-Ford         | 1:24.793  | 1:25.246 | + 3.820 |
| 26      | 31  | Roberto Moreno     | Coloni-Ford      | 47:24.470 | 1:25.037 | + 4.064 |
| 27      | 12  | Satoru Nakajima    | Lotus-Judd       | 1:25.051  | 1:26.358 | + 4.078 |
| 28      | 29  | Yannick Dalmas     | Lola-Lamborghini | 1:25.317  | 1:25.161 | + 4.188 |
| 29      | 20  | Johnny Herbert     | Benetton-Ford    | 1:25.335  | 1:25.282 | + 4.309 |
| 30      | 26  | Olivier Grouillard | Ligier-Ford      | 1:25.382  | 1:25.289 | + 4.316 |
| Fontes: |     |                    |                  |           |          |         |

### Corrida
| Pos.    | N.º | Piloto                | Construtor       | Voltas | Tempo/Diferença | Grid | Pontos     |
| ------- | --- | --------------------- | ---------------- | ------ | --------------- | ---- | ---------- |
| 1       | 5   | Thierry Boutsen       | Williams-Renault | 69     | 2:01:24.073     | 6    | 9          |
| 2       | 6   | Riccardo Patrese      | Williams-Renault | 69     | + 30.007        | 3    | 6          |
| 3       | 22  | Andrea de Cesaris     | Dallara-Ford     | 69     | + 1:36.649      | 9    | 4          |
| 4       | 11  | Nelson Piquet         | Lotus-Judd       | 69     | + 1:41.484      | 19   | 3          |
| 5       | 25  | René Arnoux           | Ligier-Ford      | 68     | + 1 volta       | 22   | 2          |
| 6       | 21  | Alex Caffi            | Dallara-Ford     | 67     | + 2 voltas      | 8    | 1          |
| 7       | 1   | Ayrton Senna          | McLaren-Honda    | 66     | Motor           | 2    |            |
| 8       | 38  | Christian Danner      | Rial-Ford        | 66     | + 3 voltas      | 23   |            |
| Ret     | 31  | Roberto Moreno        | Coloni-Ford      | 57     | Diferencial     | 26   |            |
| Ret     | 9   | Derek Warwick         | Arrows-Ford      | 40     | Motor           | 12   |            |
| Ret     | 3   | Jonathan Palmer       | Tyrrell-Ford     | 35     | Spun Off        | 14   |            |
| Ret     | 17  | Nicola Larini         | Osella-Ford      | 33     | Pane elétrica   | 15   |            |
| Ret     | 16  | Ivan Capelli          | March-Judd       | 28     | Spun Off        | 21   |            |
| Ret     | 30  | Philippe Alliot       | Lola-Lamborghini | 26     | Spun Off        | 10   |            |
| DSQ     | 36  | Stefan Johansson      | Onyx-Ford        | 13     | Desclassificado | 18   | [ nota 3 ] |
| Ret     | 24  | Luis Pérez-Sala       | Minardi-Ford     | 11     | Spun Off        | 24   |            |
| Ret     | 15  | Mauricio Gugelmin     | March-Judd       | 11     | Pane elétrica   | 17   |            |
| Ret     | 28  | Gerhard Berger        | Ferrari          | 6      | Câmbio          | 4    |            |
| Ret     | 40  | Gabriele Tarquini     | AGS-Ford         | 6      | Spun Off        | 25   |            |
| Ret     | 10  | Eddie Cheever         | Arrows-Ford      | 3      | Spun Off        | 16   |            |
| Ret     | 2   | Alain Prost           | McLaren-Honda    | 2      | Suspensão       | 1    |            |
| DSQ     | 27  | Nigel Mansell         | Ferrari          | 0      | Desclassificado | 5    | [ nota 4 ] |
| Ret     | 8   | Stefano Modena        | Brabham-Judd     | 0      | Colisão         | 7    |            |
| Ret     | 23  | Pierluigi Martini     | Minardi-Ford     | 0      | Colisão         | 11   |            |
| DSQ     | 19  | Alessandro Nannini    | Benetton-Ford    | 0      | Desclassificado | 13   | [ nota 4 ] |
| Ret     | 4   | Michele Alboreto      | Tyrrell-Ford     | 0      | Pane elétrica   | 20   |            |
| DNQ     | 12  | Satoru Nakajima       | Lotus-Judd       |        |                 |      |            |
| DNQ     | 29  | Yannick Dalmas        | Lola-Lamborghini |        |                 |      |            |
| DNQ     | 20  | Johnny Herbert        | Benetton-Ford    |        |                 |      |            |
| DNQ     | 26  | Olivier Grouillard    | Ligier-Ford      |        |                 |      |            |
| DNPQ    | 7   | Martin Brundle        | Brabham-Judd     |        |                 |      |            |
| DNPQ    | 37  | Bertrand Gachot       | Onyx-Ford        |        |                 |      |            |
| DNPQ    | 33  | Gregor Foitek         | EuroBrun-Judd    |        |                 |      |            |
| DNPQ    | 18  | Piercarlo Ghinzani    | Osella-Ford      |        |                 |      |            |
| DNPQ    | 34  | Bernd Schneider       | Zakspeed-Yamaha  |        |                 |      |            |
| DNPQ    | 41  | Joachim Winkelhock    | AGS-Ford         |        |                 |      |            |
| DNPQ    | 39  | Volker Weidler        | Rial-Ford        |        |                 |      |            |
| DNPQ    | 35  | Aguri Suzuki          | Zakspeed-Yamaha  |        |                 |      |            |
| DNPQ    | 32  | Pierre-Henri Raphanel | Coloni-Ford      |        |                 |      |            |
| Fontes: |     |                       |                  |        |                 |      |            |

## Tabela do campeonato após a prova
| Pos.    | Piloto           | Pontos |
| ------- | ---------------- | ------ |
| 1       | Alain Prost      | 29     |
| 2       | Ayrton Senna     | 27     |
| 3       | Riccardo Patrese | 18     |
| 4       | Thierry Boutsen  | 13     |
| 5       | Nigel Mansell    | 9      |
| Fontes: |                  |        |

| Pos.    | Construtor       | Pontos |
| ------- | ---------------- | ------ |
| 1       | McLaren-Honda    | 56     |
| 2       | Williams-Renault | 31     |
| 3       | Benetton-Ford    | 13     |
| 4       | Ferrari          | 9      |
| 5       | Dallara-Ford     | 8      |
| Fontes: |                  |        |

- Nota: Somente as primeiras cinco posições estão listadas. Entre 1981 e 1990 cada piloto podia computar onze resultados válidos por temporada não havendo descartes no mundial de construtores.